# Мастерские (деревня)
Мастерские — деревня в Починковском районе Смоленской области России. Входит в состав Переснянского сельского поселения. Население — 49 жителей (2007 год). 
Расположена в центральной части области в 13 км к северу от Починка, в 8 км восточнее автодороги А141 Орёл — Витебск. В 1 км южнее деревни расположена железнодорожная станция Пересна на линии Смоленск — Рославль. 

## История
В годы Великой Отечественной войны деревня была оккупирована гитлеровскими войсками в июле 1941 года, освобождена в сентябре 1943 года.